# Ethan Bosch
Ethan Bosch (ur. 24 czerwca 1970) – amerykański zapaśnik w stylu klasycznym. Brąz na mistrzostwach panamerykańskich w 2002. Trzeci w Pucharze Świata w 2001 i 2002 roku. Zawodnik Syracuse University.